# بئر الكوسا
بئر الكوسا  قرية سوريّة تتبع إداريّاً لمحافظة حلب منطقة جرابلس ناحية مركز جرابلس، بلغ تعداد سكانها 417 نسمة حسب التعداد السكاني لعام 2004.